# Ruchovci
Ruchovci (někdy ne zcela přesně označovaní jako škola národní – ta se vytvářela kolem časopisu Osvěta, kam mnozí z ruchovců také přispívali) byli čeští básníci a spisovatelé narozeni mezi lety 1845–1855. Pocházeli vesměs ze zámožnějších středních vrstev nebo inteligence. Almanach Ruch, který poprvé vyšel roku 1868 při příležitosti položení základního kamene Národního divadla, se nápadně odlišoval od almanachu Máj. Vanulo z něho nadšení a odhodlané vlastenectví. U ruchovců znovu ožívala myšlenka slovanské jednoty a do její utopické vize pronikal ohlas soudobého sociálního anarchismu (Svatopluk Čech).

## Program ruchovců
Situace po pádu Bachova absolutismu se stala příznivější pro rozvoj české literatury. Ruchovci požadovali účinné vlastenectví, obraceli se k slovanskému východu, zejména k Rusku a sledovali se sympatiemi osvobozovací boje balkánských Slovanů (Eliška Krásnohorská, Josef Holeček). Zdůrazňovali i potřebu užšího svazku se slovenským národem (Adolf Heyduk, Rudolf Pokorný, František Táborský) a horlivě překládali ze slovenské literatury, přičemž převažoval zájem o romantickou poezii. Ve své tvorbě obnovovali historickou tematiku. Silný byl zájem o venkov a selství, v němž se shledával základ národa a ochrana před rostoucí diferenciací národní společnosti. Vlastenecká poezie této generace mívala podobu reflexivní lyriky nebo epiky s historickými či alegorickými látkami, horlícími pro národní jednotu a vyzývajícími k politické aktivitě. Formu i umělecké prostředky čerpali básníci částečně z lidové písňové formy, v epických útvarech napodobovali baladu. Vedle toho však vytvářeli i vzrušený patetický sloh, zatížený rétorikou (Čech, Krásnohorská).
Ve srovnání s májovci byli básníci sdružení kolem almanachu Ruch tradičnější v látce i formě. Redaktorem almanachu byl původně Josef Václav Sládek, který se ale později stal redaktorem „konkurenčního“ časopisu Lumír. Asi nejhodnotnější báseň, Husita na Baltu, vydal v Ruchu Svatopluk Čech. Jedinou kritickou osobností byla Eliška Krásnohorská. První almanach měl asi dvacet přispěvatelů, třetí už asi padesát, ale z nich zůstalo literatuře věrných jen několik.

## Významní představitelé
- Eliška Krásnohorská
- Svatopluk Čech
- Ladislav Quis
- Josef Václav Sládek (z počátku)